# قهرمانی جودو آسیا ۱۹۶۶
جودو قهرمانی آسیا ۱۹۶۶ نخستین دوره از رقابت‌های قهرمانی آسیا می‌باشد که از ۲۸ تا ۲۹ مه ۱۹۶۶ در مانیل، فیلیپین برگزار گردید.

## خلاصه مدال‌ها

### مردان
| رویداد            | طلا                    | نقره                | برنز                  |
| سبک‌وزن (۶۸ ک‌گ)    | Yujiro Yamasaki (JPN)  | An Jong-Hwan (KOR)  | Chang (ROC)           |
| سبک‌وزن (۶۸ ک‌گ)    | Yujiro Yamasaki (JPN)  | An Jong-Hwan (KOR)  | Chang (ROC)           |
| میان‌وزن (۸۰ ک‌گ)   | شینوبو سکینه (JPN)     | Yoon Bok-Kyun (KOR) | Henry Ruth (MAS)      |
| میان‌وزن (۸۰ ک‌گ)   | شینوبو سکینه (JPN)     | Yoon Bok-Kyun (KOR) | Chang (ROC)           |
| سنگین‌وزن (۸۰+ ک‌گ) | Nobuyuki Maejima (JPN) | Osamu Sato (JPN)    | Shin Suk Ki (KOR)     |
| سنگین‌وزن (۸۰+ ک‌گ) | Nobuyuki Maejima (JPN) | Osamu Sato (JPN)    | Paulus Prananto (INA) |
| وزن آزاد          | Nobuyuki Maejima (JPN) | Osamu Sato (JPN)    | شینوبو سکینه (JPN)    |
| وزن آزاد          | Nobuyuki Maejima (JPN) | Osamu Sato (JPN)    | Yoon Bok-Kyun (KOR)   |

## جدول مدال‌ها
| رتبه           | کشور             | طلا | نقره | برنز | مجموع |
| -------------- | ---------------- | --- | ---- | ---- | ----- |
| ۱              | ژاپن (JPN)       | ۴   | ۲    | ۱    | ۷     |
| ۲              | کرهٔ جنوبی (KOR)  | ۰   | ۲    | ۲    | ۴     |
| ۳              | جمهوری چین (ROC) | ۰   | ۰    | ۳    | ۳     |
| ۴              | اندونزی (INA)    | ۰   | ۰    | ۱    | ۱     |
| ۴              | مالزی (MAS)      | ۰   | ۰    | ۱    | ۱     |
| مجموع (۵ کشور) | مجموع (۵ کشور)   | ۴   | ۴    | ۸    | ۱۶    |